# حسام الحارثی
حسام الحارثی (عربی: حسام الحارثي؛ زادهٔ ۲۴ ژوئن ۱۹۹۲) یک بازیکن فوتبال اهل عربستان سعودی است.
از باشگاه‌هایی که در آن بازی کرده‌است می‌توان به الهلال عربستان و الرائد عربستان اشاره کرد.